# Eustrotia divisa
Eustrotia divisa là một loài bướm đêm trong họ Noctuidae.